# Arrondissement di Bar-sur-Aube
L'arrondissement di Bar-sur-Aube è un arrondissement dipartimentale della Francia situato nel dipartimento dell'Aube, nella regione Grand Est.

## Storia
Fu creato nel 1800 sulla base dei preesistenti distretti.

## Composizione
L'arrondissement è composto da 104 comuni raggruppati in 5 cantoni:
- cantone di Bar-sur-Aube
- cantone di Brienne-le-Château
- cantone di Chavanges
- cantone di Soulaines-Dhuys
- cantone di Vendeuvre-sur-Barse